# Wasserball-Weltmeisterschaften 2005
Die Wasserball-Weltmeisterschaften 2005 fanden im Rahmen der Schwimmweltmeisterschaften 2005 in Montreal statt. Die insgesamt 96 Spiele, je 48 bei den Männern und den Frauen, wurden im Pavillon des Baigneurs auf der Île Sainte-Hélène ausgetragen.
Bei diesen Meisterschaften wurden die seit dem 1. Oktober 2005 geltenden neuen Regeln von der FINA mit Erfolg getestet.

## Männer
Am Wettbewerb der Männer nahmen 16 Mannschaften teil.

### Gruppe A
Spielplan
| Südafrika | – | Russland | 07 : 11 |
| Spanien   | – | Italien  | 07 : 05 |
| Südafrika | – | Spanien  | 04 : 11 |
| Italien   | – | Russland | 04 : 05 |
| Spanien   | – | Russland | 07 : 08 |
| Südafrika | – | Italien  | 04 : 15 |

Tabelle
| RF | Team      | Sp | Sg | Un | NL | Tore  | TD  | Pkte. |
| -- | --------- | -- | -- | -- | -- | ----- | --- | ----- |
| 1  | Russland  | 3  | 3  | 0  | 0  | 24:18 | +6  | 6     |
| 2  | Spanien   | 3  | 2  | 0  | 1  | 25:17 | +8  | 4     |
| 3  | Italien   | 3  | 1  | 0  | 2  | 24:16 | +8  | 2     |
| 4  | Südafrika | 3  | 0  | 0  | 3  | 15:37 | −22 | 0     |

### Gruppe B
Spielplan
| Vereinigte Staaten | – | Japan              | 07 : 04 |
| Kuba               | – | Serbien-Montenegro | 01 : 21 |
| Serbien-Montenegro | – | Japan              | 17 : 05 |
| Vereinigte Staaten | – | Kuba               | 13 : 06 |
| Kuba               | – | Japan              | 09 : 08 |
| Vereinigte Staaten | – | Serbien-Montenegro | 04 : 08 |

Tabelle
| RF | Team                   | Sp | Sg | Un | NL | Tore  | TD  | Pkte. |
| -- | ---------------------- | -- | -- | -- | -- | ----- | --- | ----- |
| 1  | Serbien und Montenegro | 3  | 3  | 0  | 0  | 46:10 | +36 | 6     |
| 2  | Vereinigte Staaten     | 3  | 2  | 0  | 1  | 24:18 | +6  | 4     |
| 3  | Kuba                   | 3  | 1  | 0  | 2  | 16:42 | −26 | 2     |
| 4  | Japan                  | 3  | 0  | 0  | 3  | 17:33 | −16 | 0     |

### Gruppe C
Spielplan
| Rumänien | – | Ungarn   | 04 : 14 |
| Kroatien | – | Kanada   | 19 : 04 |
| Kroatien | – | Rumänien | 06 : 04 |
| Ungarn   | – | Kanada   | 11 : 03 |
| Kroatien | – | Ungarn   | 04 : 10 |
| Rumänien | – | Kanada   | 10 : 02 |

Tabelle
| RF | Team     | Sp | Sg | Un | NL | Tore  | TD  | Pkte. |
| -- | -------- | -- | -- | -- | -- | ----- | --- | ----- |
| 1  | Ungarn   | 3  | 3  | 0  | 0  | 35:11 | +24 | 6     |
| 2  | Kroatien | 3  | 2  | 0  | 1  | 29:18 | +11 | 4     |
| 3  | Rumänien | 3  | 1  | 0  | 2  | 18:22 | −4  | 2     |
| 4  | Kanada   | 3  | 0  | 0  | 3  | 9:40  | −31 | 0     |

### Gruppe D
Spielplan
| China       | – | Griechenland | 04 : 11 |
| Australien  | – | Deutschland  | 08 : 09 |
| Deutschland | – | Griechenland | 04 : 08 |
| China       | – | Australien   | 06 : 11 |
| China       | – | Deutschland  | 06 : 11 |
| Australien  | – | Griechenland | 08 : 10 |

Tabelle
| RF | Team                | Sp | Sg | Un | NL | Tore  | TD  | Pkte. |
| -- | ------------------- | -- | -- | -- | -- | ----- | --- | ----- |
| 1  | Griechenland        | 3  | 3  | 0  | 0  | 29:16 | +13 | 6     |
| 2  | Deutschland         | 3  | 2  | 0  | 1  | 24:22 | +2  | 4     |
| 3  | Australien          | 3  | 1  | 0  | 2  | 27:25 | +2  | 2     |
| 4  | Volksrepublik China | 3  | 0  | 0  | 3  | 16:33 | −17 | 0     |

### Platzierungsspiele (Platz 13–16)
Die jeweils Letztplatzierten der Gruppenspiele spielten nun um Platz 13 bis 16.
Vor den Platzierungsspielen wurden noch die Begegnungen ausgespielt. Dann spielten die beiden Gewinner um Platz 13 und die Verlierer um Platz 15.
| Qualifikation     |   |        |         |
| Südafrika         | – | Japan  | 08 : 13 |
| Kanada            | – | China  | 11 : 05 |
| Spiel um Platz 15 |   |        |         |
| Südafrika         | – | China  | 07 : 06 |
| Spiel um Platz 13 |   |        |         |
| Japan             | – | Kanada | 08 : 10 |

### Qualifikation zum Viertelfinale
Die Qualifikation wurde von den Gruppenzweiten und -dritten ausgetragen.
| Spanien  | – | Kuba               | 17 : 02 |
| Italien  | – | Vereinigte Staaten | 06 : 05 |
| Kroatien | – | Australien         | 10 : 06 |
| Rumänien | – | Deutschland        | 06 : 05 |

Damit haben sich die Gewinner der Begegnungen für das Viertelfinale qualifiziert. Die Verlierer spielen nun um Platz neun bis zwölf.

### Platzierungsspiele (Platz 9–12)
Die Begegnungen wurden unter den Verlierern der Viertelfinal-Qualifikation ausgespielt. Die Verlierer dieser Partien spielen um Platz 11, die Gewinner um Platz 9.
| Qualifikation      |   |                    |         |
| Kuba               | – | Australien         | 03 : 16 |
| Vereinigte Staaten | – | Deutschland        | 03 : 05 |
| Spiel um Platz 11  |   |                    |         |
| Kuba               | – | Vereinigte Staaten | 06 : 10 |
| Spiel um Platz 9   |   |                    |         |
| Australien         | – | Deutschland        | 05 : 11 |

### Viertelfinale
Hier spielten die Gruppenersten, die sich direkt qualifizierten, und die Gewinner der Viertelfinal-Qualifikation, die sich indirekt qualifizierten.
| Russland           | – | Kroatien | 04 : 06 |
| Serbien-Montenegro | – | Rumänien | 10 : 08 |
| Ungarn             | – | Spanien  | 08 : 04 |
| Griechenland       | – | Italien  | 13 : 09 |

Damit haben sich die Gewinner der Begegnungen für das Halbfinale qualifiziert. Die Verlierer spielen nun um die Plätze fünf bis acht.

### Platzierungsspiele (Platz 5–8)
Die Begegnungen wurden unter den Verlierern der Viertelfinalspiele ausgespielt. Die Verlierer dieser Partien spielen um Platz 7, die Gewinner um Platz 5.
| Qualifikation    |   |          |         |
| Russland         | – | Rumänien | 07 : 11 |
| Spanien          | – | Italien  | 07 : 04 |
| Spiel um Platz 7 |   |          |         |
| Russland         | – | Italien  | 07 : 06 |
| Spiel um Platz 5 |   |          |         |
| Rumänien         | – | Spanien  | 07 : 08 |

### Halbfinale
Dieses wurde von den Gewinnern der Viertelfinals ausgetragen.
| Kroatien | – | Serbien-Montenegro | 04 : 05 |
| Ungarn   | – | Griechenland       | 07 : 06 |

Damit stehen die beiden Gewinner der Begegnungen im Finale. Die Verlierer spielen nun um Platz drei.

### Finals
| Spiel um Platz 3   |   |              |         |
| Kroatien           | – | Griechenland | 10 : 11 |
| Finale             |   |              |         |
| Serbien-Montenegro | – | Ungarn       | 08 : 07 |

### Platzierungstabelle
| Platz | Land                   | Athleten | Trainer             |
| ----- | ---------------------- | --- | ------------------- |
| 1     | Serbien und Montenegro | Vladimir Gojković, Danilo Ikodinović, Nikola Janović, Predrag Jokić, Slobodan Nikić, Zdravko Radić, Aleksandar Šapić, Dejan Savić, Denis Šefik, Petar Trbojević, Vanja Udovičić, Vladimir Vujašinović, Boris Zloković                                                            | Petar Porobić       |
| 2     | Ungarn                 | Péter Biros, István Gergely, Rajmund Fodor, Tamás Kásás, Csaba Kiss, Gergely Kiss, Norbert Madaras, Tamás Molnár, Ádám Steinmetz, Zoltán Szécsi, Márton Szivós, Dániel Varga, Attila Vári                                                                                        | Dénes Kemény        |
| 3     | Griechenland           | Christos Afroudakis, Georgios Afroudakis, Theodoros Chatzitheodorou, Nikolaos Deligiannis, Dimitrios Mazis, Emmanouil Mylonakis, Georgios Ntoskas, Georgios Reppas, Stefanos-Petros Santa, Anastasios Schizas, Argyris Theodoropoulos, Matthaios Voulgarakis, Antonios Vlontakis | Alessandro Campagna |
| 4     | Kroatien               | Srđan Antonijević, Miho Bošković, Damir Burić, Andro Bušlje, Teo Đogaš, Nikola Franković, Igor Hinić, Andrija Komadina, Josip Pavić, Boris Pavlović, Tomislav Primorac, Goran Volarević, Tihomil Vranješ                                                                         | Ratko Rudić         |
| 5     | Spanien                | Iñaki Aguilar, Ángel Luis Andreo, Ramón Díaz, Javier García, Gabriel Hernández, David Martín, Guillermo Molina, Sergio Mora, Ivan Pérez, Felipe Perrone, Ricardo Perrone, José Rodríguez, Xavier Vallès                                                                          | Rafael Aguilar      |
| 6     | Rumänien               | Edward Andrei Dina, Florin Bonca, Andrei Busila, Nicolae Diaconu, Gheorghe Dunca, George Georgescu, Andrei Iosep, Kádár Kálmán, Alexandru Matei-Guiman, Florin Musat, Bertini Nenciu, Cosmin Alexandru Radu, Dragos Stoenescu                                                    | Vlad Hagiu          |
| 7     | Russland               | Alexei Agarkow, Roman Balaschow, Roman Dokuschajew, Alexander Fedorow, Juri Jazew, Vitali Jurtschik, Anton Korotajew, Nikolai Koslow, Sergei Lisunow, Egor Rastorgujew, Rewas Schomakidze, Marat Sakirow, Irek Sinnurow                                                          | Alexander Kabanow   |
| 8     | Italien                | Alberto Angelini, Fabio Bencivenga, Leonardo Binchi, Fabrizio Buonocore, Alessandro Calcaterra, Luigi Di Costanzo, Maurizio Feluga, Francesco Ferrari, Andrea Mangiante, Francesco Postiglione, Bogdan Rath, Fabio Violetti, Antonio Vittorioso                                  | Pierluigi Formiconi |
| 9     | Deutschland            | Steffen Dierolf, Lukasz Kieloch, Tobias Kreuzmann, Alexander Tchigir, Sören Mackeben, Florian Müller, Florian Naroska, Heiko Nossek, Marc Politze, Marko Savic, Thomas Schertwitis, Andreas Schlotterbeck, Michael Zellmer                                                       | Hagen Stamm         |
| 10    | Australien             | Jamie Beadsworth, Pietro Figlioli, Trent Franklin, Tim Hamill, Toby Jenkins, Robert Maitland, Samuel McGregor, John Neesham, Timothy-Paul Neesham, Adam Richardson, James Stanton, Laurie Trettel, Thomas Whalan                                                                 | David Neesham       |
| 11    | Vereinigte Staaten     | Brian Alexander, Anthony Azevedo, Ryan Bailey, Nathaniel Bennett, Brandon Brooks, Shea Buckner, Spencer Dornin, Peter Hudnut, James Krumpholz, Rick Merlo, Jeff Powers, Jesse Smith, Adam Wright                                                                                 | Guy Baker           |
| 12    | Kuba                   | Arturo Alvarez, Yoandri Andrade, Ernesto Cisnero, Ernesto Diaz, Ives Gonzalez, Yarbul Gonzalez, Rigel Jimenez, Edgar Lara, Gidnny Lara, Alexander Munoz, Emilio Oms, Carlos Ortega, Nieter Sanchez                                                                               | Tino Urgelles       |
| 13    | Kanada                 | Aaron Feltham, Kevin Graham, Clem Hui, Brandon Jung, Iain Lark, Thomas Marks, Nathaniel Miller, Noah Miller, Kevin Mitchell, Jean Sayegh, Daniel Stein, Alexandre Thibeault, Nicolas Youngblud                                                                                   | Dragan Jovanović    |
| 14    | Japan                  | Kan Aoyagi, Tomonaga Eguchi, Hiroshi Hoshiai, Nariaki Kitano, Koji Kobayashi, Atsushi Naganuma, Satoshi Nagata, Hitoshi Oshima, Shiochi Sakamoto, Taichi Sato, Satoshi Shiga, Yoshinori Shiota, Koji Tanaka                                                                      | Yoji Omoto          |
| 15    | Südafrika              | Ryan Bell, Simon Daley, Rick Diesel, Dwayne Flatscher, Marvyn Kilian, Jean Le Roux, Pierre Le Roux, Bevan Manson, Karl Niehaus, Kevin O’Brien, Alastair Stewart, Brendan Varrie, Duncan Woods                                                                                    | Vladimir Trninić    |
| 16    | Volksrepublik China    | Ge Weiqing, Han Zhidong, Li Bin, Li Jun, Liang Zhongxing, Liao Qiuliang, Tan Feihu, Wang Beiming, Wang Yong, Wu Zhiyu, Yu Lijun, Zhai Jiajing, Zhao Jinwen | Li Mingguang        |

## Frauen
Am Wettbewerb der Frauen nahmen 16 Teams teil.

### Gruppe A
Spielplan
| Venezuela | – | Kuba    | 06 : 06 |
| Kanada    | – | Italien | 08 : 07 |
| Italien   | – | Kuba    | 13 : 06 |
| Venezuela | – | Kanada  | 02 : 12 |
| Venezuela | – | Italien | 05 : 14 |
| Kanada    | – | Kuba    | 10 : 05 |

Tabelle
| RF | Team      | Sp | Sg | Un | NL | Tore  | TD  | Pkte. |
| -- | --------- | -- | -- | -- | -- | ----- | --- | ----- |
| 1  | Kanada    | 3  | 3  | 0  | 0  | 30:14 | +16 | 6     |
| 2  | Italien   | 3  | 2  | 0  | 1  | 34:19 | +15 | 4     |
| 3  | Kuba      | 3  | 0  | 1  | 2  | 17:29 | −12 | 1     |
| 4  | Venezuela | 3  | 0  | 1  | 2  | 13:32 | −19 | 1     |

### Gruppe B
Spielplan
| China   | – | Ungarn             | 04 : 18 |
| Spanien | – | Vereinigte Staaten | 06 : 06 |
| Ungarn  | – | Vereinigte Staaten | 09 : 08 |
| Spanien | – | China              | 15 : 03 |
| China   | – | Vereinigte Staaten | 02 : 18 |
| Spanien | – | Ungarn             | 05 : 08 |

Tabelle
| RF | Team                | Sp | Sg | Un | NL | Tore  | TD  | Pkte. |
| -- | ------------------- | -- | -- | -- | -- | ----- | --- | ----- |
| 1  | Ungarn              | 3  | 3  | 0  | 0  | 35:17 | +18 | 6     |
| 2  | Vereinigte Staaten  | 3  | 1  | 1  | 1  | 32:17 | +15 | 3     |
| 3  | Spanien             | 3  | 1  | 1  | 1  | 26:17 | +9  | 3     |
| 4  | Volksrepublik China | 3  | 0  | 0  | 3  | 9:51  | −42 | 0     |

### Gruppe C
Spielplan
| Russland     | – | Usbekistan   | 18 : 0  |
| Griechenland | – | Neuseeland   | 09 : 04 |
| Neuseeland   | – | Usbekistan   | 09 : 04 |
| Russland     | – | Griechenland | 04 : 04 |
| Russland     | – | Neuseeland   | 13 : 01 |
| Griechenland | – | Usbekistan   | 14 : 04 |

Tabelle
| RF | Team         | Sp | Sg | Un | NL | Tore  | TD  | Pkte. |
| -- | ------------ | -- | -- | -- | -- | ----- | --- | ----- |
| 1  | Russland     | 3  | 2  | 1  | 0  | 35:05 | +30 | 5     |
| 2  | Griechenland | 3  | 2  | 1  | 0  | 27:12 | +15 | 5     |
| 3  | Neuseeland   | 3  | 1  | 0  | 2  | 14:26 | −12 | 2     |
| 4  | Usbekistan   | 3  | 0  | 0  | 3  | 8:41  | −33 | 0     |

### Gruppe D
Spielplan
| Australien  | – | Deutschland | 15 : 02 |
| Brasilien   | – | Niederlande | 06 : 07 |
| Niederlande | – | Deutschland | 06 : 07 |
| Australien  | – | Brasilien   | 11 : 04 |
| Australien  | – | Niederlande | 09 : 02 |
| Brasilien   | – | Deutschland | 06 : 06 |

Tabelle
| RF | Team        | Sp | Sg | Un | NL | Tore  | TD  | Pkte. |
| -- | ----------- | -- | -- | -- | -- | ----- | --- | ----- |
| 1  | Australien  | 3  | 3  | 0  | 0  | 35:08 | +27 | 6     |
| 2  | Deutschland | 3  | 1  | 1  | 1  | 15:27 | −12 | 3     |
| 3  | Niederlande | 3  | 1  | 0  | 2  | 15:22 | −7  | 2     |
| 4  | Brasilien   | 3  | 0  | 1  | 2  | 16:24 | −8  | 1     |

### Platzierungsspiele (Platz 13–16)
Die jeweils Letztplatzierten der Gruppenspiele spielen nun um Platz 13 bis 16.
Vor den Platzierungsspielen wurden noch die Begegnungen ausgespielt. Dann spielen die beiden Gewinner um Platz 13 und die Verlierer um Platz 15.
| Qualifikation     |   |            |         |
| Venezuela         | – | China      | 08 : 07 |
| Usbekistan        | – | Brasilien  | 01 : 11 |
| Spiel um Platz 15 |   |            |         |
| China             | – | Usbekistan | 04 : 05 |
| Spiel um Platz 13 |   |            |         |
| Venezuela         | – | Brasilien  | 02 : 11 |

### Qualifikation zum Viertelfinale
Diese wurde von den Gruppenzweiten und -dritten ausgetragen.
| Italien      | – | Spanien            | 09 : 06 |
| Kuba         | – | Vereinigte Staaten | 03 : 14 |
| Griechenland | – | Niederlande        | 07 : 04 |
| Neuseeland   | – | Deutschland        | 01 : 02 |

Damit haben sich die Gewinner der Begegnungen für das Viertelfinale qualifiziert. Die Verlierer spielen nun um Platz neun bis zwölf.

### Platzierungsspiele (Platz 9–12)
Die Begegnungen wurden unter den Verlierern der Viertelfinal-Qualifikation ausgespielt. Die Verlierer dieser Partien spielen um Platz 11, die Gewinner um Platz 9.
| Qualifikation     |   |             |         |
| Spanien           | – | Niederlande | 03 : 04 |
| Kuba              | – | Neuseeland  | 05 : 04 |
| Spiel um Platz 11 |   |             |         |
| Spanien           | – | Neuseeland  | 12 : 03 |
| Spiel um Platz 9  |   |             |         |
| Niederlande       | – | Kuba        | 10 : 11 |

### Viertelfinale
Hier spielten die Gruppenersten, die sich direkt qualifizierten, und die Gewinner der Viertelfinal-Qualifikation, die sich indirekt qualifizierten.
| Ungarn     | – | Deutschland        | 10 : 04 |
| Russland   | – | Italien            | 07 : 05 |
| Kanada     | – | Griechenland       | 08 : 06 |
| Australien | – | Vereinigte Staaten | 05 : 08 |

Damit haben sich die Gewinner der Begegnungen für das Halbfinale qualifiziert. Die Verlierer spielen nun um die Plätze fünf bis acht.

### Platzierungsspiele (Platz 5–8)
Die Begegnungen wurden unter den Verlierern der Viertelfinalspiele ausgespielt. Die Verlierer dieser Partien spielen um Platz 7, die Gewinner um Platz 5.
| Qualifikation    |   |             |         |
| Griechenland     | – | Deutschland | 09 : 04 |
| Italien          | – | Australien  | 09 : 10 |
| Spiel um Platz 7 |   |             |         |
| Deutschland      | – | Italien     | 08 : 12 |
| Spiel um Platz 5 |   |             |         |
| Griechenland     | – | Australien  | 10 : 08 |

### Halbfinale
Dieses wurde von den Gewinnern der Viertelfinals ausgetragen.
| Russland | – | Vereinigte Staaten | 08 : 10 |
| Kanada   | – | Ungarn             | 07 : 09 |

Damit stehen die beiden Gewinner der Begegnungen im Finale. Die Verlierer spielen nun um Platz drei.

### Finals
| Spiel um Platz 3 |   |                    |         |
| Kanada           | – | Russland           | 08 : 03 |
| Finale           |   |                    |         |
| Ungarn           | – | Vereinigte Staaten | 10 : 07 |

### Platzierungstabelle
| Platz | Land                | Athletinnen | Trainer       |
| ----- | ------------------- | --- | ------------- |
| 1     | Ungarn              | Tímea Benkő, Fruzsina Brávik, Rita Drávucz, Patrícia Horváth, Anikó Pelle, Krisztina Serfőző, Mercedes Stieber, Orsolya Takács, Dora Testalta, Eszter Tomaskovics, Andrea Tóth, Ágnes Valkai, Krisztina Zantleitner | Tamás Faragó  |
| 2     | Vereinigte Staaten  | Emily Feher, Erika Figge, Natalie Golda, Jaime Hipp, Kristina Kunkel, Ericka Lorenz, Thalia Munro, Heather Petri, Kelly Rulon, Moriah van Norman, Brenda Villa, Drue Wawrzynski, Lauren Wenger                      | Heather Moody |
| 3     | Kanada              | Krystina Alogbo, Marie-Luc Arpin, Johanne Bégin, Cora Campbell, Tara Campbell, Valérie Dionne, Ann Dow, Susan Gardiner, Whynter Lamarre, Dominique Perreault, Rachel Riddel, Christine Robinson, Jana Salat         | Patrick Oaten |
| 4     | Russland            | |               |
| 5     | Griechenland        | |               |
| 6     | Australien          | |               |
| 7     | Italien             | |               |
| 8     | Deutschland         | |               |
| 9     | Kuba                | |               |
| 10    | Niederlande         | |               |
| 11    | Spanien             | |               |
| 12    | Neuseeland          | |               |
| 13    | Brasilien           | |               |
| 14    | Venezuela           | |               |
| 15    | Usbekistan          | |               |
| 16    | Volksrepublik China | |               |